# Amity (Arkansas)
Amity is een plaats (city) in de Amerikaanse staat Arkansas, en valt bestuurlijk gezien onder Clark County.

## Demografie
Bij de volkstelling in 2000 werd het aantal inwoners vastgesteld op 762.
In 2006 is het aantal inwoners door het United States Census Bureau geschat op 746,.

## Geografie
Volgens het United States Census Bureau beslaat de plaats een oppervlakte van
8,5 km². Amity ligt op ongeveer 179 m boven zeeniveau.